# Gardenia (Belize)
Gardenia ist ein Dorf in Belize District in Belize ca. 32 km nördlich von Belize City.

## Geographie
Gardenia ist eine kleine Siedlung am Northern Highway (Philip Goldson Highway), zwischen Sandhill und Biscayne. Das Ortsgebiet erstreckt sich über 3 mi (4,5 km) entlang der Straße und umfasst auch den Teilort Grace Bank Community. Eine Seitenstraße führt nach May Pen, einem Ort im Belize River Valley. Der Belize River verläuft selbst durch Grace Bank, während der Mexico Creek/Lagoon mittels großer Dolen unter dem Northern Highway hindurchgeführt wird, wo er bei Grace Bank in den Belize River mündet. Östlich des Ortes erstreckt sich die Jones Lagoon nach Norden.

## Geschichte
1985 entschlossen sich einige Seniorinnen eine Women’s group mit einem dazugehörigen Dorf zu gründen. Sie traten an das Ministry of Rural Development heran und Mrs. Ann Olivera und ihre Gefährtinnen beschlossen die neue Siedlung „Gardenia“ zu benennen.
Derzeit leben ca. 350 Menschen in dem Gebiet. Der Haupterwerb ist Landwirtschaft. Viele Personen pendeln auch zu den nächstgelegenen Städten um zur Arbeit zu gehen oder auch für die Schule. Die nächstgelegene Grundschule befindet sich in Sandhill, beziehungsweise Biscayne.

## Crooked Tree Wildlife Sanctuary
Das Ortsgebiet von Gardenia liegt im Crooked Tree Wildlife Sanctuary.